# Formentera
Formentera is een gemeente en tevens het kleinste bewoonde eiland van de Spaanse regio Balearen. Het ligt circa 7 kilometer ten zuiden van Ibiza, is 19 kilometer lang en heeft 12.124 inwoners (1 januari 2016). Samen met Ibiza en een reeks onbewoonde eilanden vormt Formentera de groep Pitiusen, een subgroep van de Balearen.
Het hoogste punt is de steile rotskust van La Mola (192 meter) waar in 1978 een gedenksteen werd opgericht voor Jules Verne, die het eiland beschreef in zijn boek Hector Servadac.
De gemeente Formentera bestaat uit het gelijknamige eiland en een aantal onbewoonde eilanden waarvan Espalmador (240 ha) en Espardell (60 ha) de belangrijkste zijn. De hoofdplaats is Sant Francesc de Formentera (Spaans: San Francisco de Formentera). Het eiland is alleen per boot bereikbaar en is daardoor rustiger dan de andere Balearen. De overtocht duurt van 35 minuten (snelveer) tot een uur (autoveer). Op de meeste stranden is naturisme toegestaan.

## Geschiedenis
Formentera was 4000 voor Chr. al bewoond door de Puniërs. De Romeinen noemden het eiland Fruimentera. Omdat de bodem vruchtbaar was en er veel zoet water werd gevonden, gebruikten ze het als graanschuur. Toen de bronnen uitgeput raakten ging ook de landbouw achteruit. Toen de Romeinen verdwenen kwam het eiland vervolgens toe aan de Visigoten, de Byzantijnen, Vandalen en de Arabieren. In 1109 was het eiland het doelwit van de Noorse koning Sigurd I die alle Balearische eilanden veroverde tijdens de Noorse Kruistocht. In 1234 veroverde Jacobus I van Aragón het eiland en voegde het toe aan de  
Kroon van Aragón en maakte later deel uit van het koninkrijk van Maljorca.
Als gevolg van aanvallen door piraten werd het eiland in de 16e eeuw verlaten. Tweehonderd jaar later werd het vanuit Ibiza weer bevolkt.

## Demografische ontwikkeling

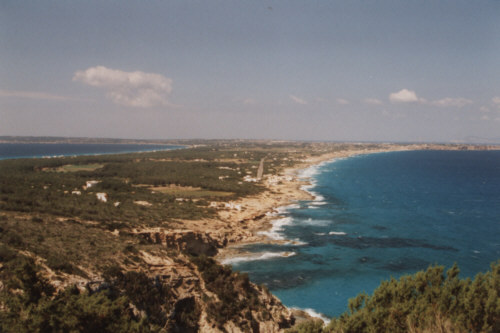
Kust van Formentera

Bron: INE; 1857-2011: volkstellingen
 Opmerking: Bij de volkstellingen van 1877 en 1887 behoorde Formentera tot de gemeente Ibiza-stad
Mallorca · Menorca · Ibiza · Formentera · Cabrera · Dragonera